# E che mai sarà - Le mie più belle canzoni
E che mai sarà - Le mie più belle canzoni  è un album raccolta della cantautrice Ivana Spagna, pubblicato nel 1998.

## Il disco
L'album fu messo in commercio dopo la partecipazione dell'artista al Festival di Sanremo 1998 con l'omonimo brano. Si tratta del primo greatest hits (contenente anche cinque brani inediti) delle canzoni in italiano della cantautrice.
A trainare l'album è proprio l'inedito title track, E che mai sarà. Il secondo singolo è in primavera Il bello della vita - World Cup Song, scelto dalla FIFA come inno dell'Italia ai mondiali di calcio di Francia '98: il brano viene quindi inserito anche nella compilation ufficiale dei mondiali pubblicata nei mercati dei vari paesi. Segue come singolo estivo Lay da da, con cui Spagna si riavvicina alle sonorità pop più ritmate e ballabili che hanno caratterizzato la sua musica da sempre.

## Successi di vendita
Nonostante il piazzamento basso del brano nella classifica festivaliera, l'album è al contrario un buon successo, classificandosi al primo posto alla trasmissione Sanremo Top. Lo stesso anno Ivana Spagna vince il quarto telegatto a Vota la voce come "Cantante femminile dell'anno".

## Tracce
1. E che mai sarà
2. Il bello della vita
3. Il cerchio della vita
4. Gente come noi
5. Siamo in due
6. Davanti agli occhi miei
7. Come il cielo
8. E io penso a te
9. Lupi solitari
10. Colpa del sole
11. Ti amo
12. Indivisibili
13. Dov'eri
14. Lay da da
15. Se fosse vero amore
16. Mi sto innamorando

## Musicisti
- Ivana Spagna – voce
- Cesare Chiodo – basso
- Massimo Pacciani – batteria
- René Toledo – chitarra
- Gianni Salvatori – chitarra, cori
- Eric Buffat – tastiera
- Bernardo Ossa – tastiera
- Kike Santander – tastiera, cori
- Edwin Bonilla – percussioni
- Angie Chirino – cori
- Michael Hunter – cori
- Antonella Pepe – cori
- Luigi Manzi – cori
- Jack Martini – cori
- Patrizia Saitta – cori
- Stefano Bozzetti – cori
- Richard D'Altrey – cori

## Classifiche
| Classifica (1998) | Posizione massima |
| ----------------- | ----------------- |
| Italia            | 23                |